# Nicolás Laprovíttola
Nicolás Laprovíttola, né le 31 janvier 1990, à Morón en Argentine, est un joueur argentino-italien de basket-ball. Il évolue au poste de meneur.

## Biographie
Il signe un contrat avec les Spurs de San Antonio au début de la saison NBA 2016-2017 mais est licencié en décembre. En janvier 2017, Laprovíttola signe un contrat avec le Saski Baskonia, club espagnol de première division qui participe à l'Euroligue. Il est embauché peu après la retraite de Pablo Prigioni, l'ancien meneur de l'équipe argentine qui jouait alors à Baskonia. Le contrat de Laprovíttola dure jusqu'à la fin de la saison 2016-2017.
Laprovíttola rejoint ensuite le Zénith Saint-Pétersbourg.
Laprovíttola réalise une saison 2018-2019 exceptionnelle avec le Joventut Badalona. Il est meilleur marqueur de la saison en championnat d'Espagne et est élu meilleur joueur de la saison.
En juillet 2019, Laprovíttola rejoint le Real Madrid, champion d'Espagne en titre avec lequel il signe un contrat de deux ans,.
En juillet 2021, il s'engage pour deux saisons avec le rival du Real, le FC Barcelone.

## Palmarès
- 2e du championnat des Amériques 2015
- 3e du championnat des Amériques 2013
- Champion d'Amérique du Sud 2012
- Champion d'Amérique du Sud 2014
- Finaliste de la Coupe du monde 2019
- Vainqueur de la Coupe du Roi 2022
- Vainqueur du championnat des Amériques 2022
- Champion d'Espagne : 2023